# Боулінгіт
Боулінгі́т (рос. боулингит; англ. bowlingite; нім. Bowlingit) — волокниста відміна сапоніту.
Назва мінералу походить від назви села Боулінг у Шотландії.